# Патерна (Палермо)
Патерна је насеље у Италији у округу Палермо, региону Сицилија.
Према процени из 2011. у насељу је живело 88 становника. Насеље се налази на надморској висини од 121 м.